# San Juan, San José
San Juan är en ort i Costa Rica.   Den ligger i provinsen San José, i den centrala delen av landet, i huvudstaden San José. San Juan ligger 1 151 meter över havet och antalet invånare är 26 047.
Terrängen runt San Juan är kuperad norrut, men söderut är den platt. Runt San Juan är det mycket tätbefolkat, med 6 711 invånare per kvadratkilometer. Närmaste större samhälle är San José, 2,9 km söder om San Juan. Runt San Juan är det i huvudsak tätbebyggt.